# Seguimi in silenzio
Seguimi in silenzio  (Follow Me Quietly) è un film del 1949 diretto da Richard Fleischer.

## Trama
Un serial killer annuncia i propri delitti inviando lettere minatorie in cui scrive di voler punire i peccatori. Si firma «Il Giudice» e aggredisce le proprie vittime quando piove a dirotto, strangolandole a mani nude.
Harry Grant, il poliziotto che si occupa del caso con l'ausilio del collega Art Collins, fa costruire un manichino con le sembianze dell'assassino, sulla base del vago identikit che la 7ª vittima, spinta fuori da una finestra, ha fornito alla polizia poco prima di morire.
L'indagine viene seguita anche da Ann Gorman, una intraprendente giornalista che entra presto in simpatia con l'agente Grant e che gli fornisce lo spunto per dare una svolta decisiva alle indagini. Grant e Collins, mostrando le foto del manichino ad alcuni rivenditori di libri usati, riescono finalmente a trovare la pista che li conduce all'identità del serial killer, un individuo insospettabile e descritto dai suoi conoscenti come onesto e gentile.